# WTA Awards
I WTA Awards sono una serie di premi assegnati dalla Women's Tennis Association alle giocatrici che si sono particolarmente distinte durante ogni stagione. Nel corso degli anni i premi sono stati estesi anche ad altre categorie.

## Giocatrice dell'anno
| Anno | Tennista                |
| ---- | ----------------------- |
| 2024 | Aryna Sabalenka         |
| 2023 | Iga Świątek (2)         |
| 2022 | Iga Świątek             |
| 2021 | Ashleigh Barty (2)      |
| 2020 | Sofia Kenin             |
| 2019 | Ashleigh Barty (1)      |
| 2018 | Simona Halep            |
| 2017 | Garbiñe Muguruza        |
| 2016 | Angelique Kerber        |
| 2015 | Serena Williams (7)     |
| 2014 | Serena Williams (6)     |
| 2013 | Serena Williams (5)     |
| 2012 | Serena Williams (4)     |
| 2011 | Petra Kvitová           |
| 2010 | Kim Clijsters (2)       |
| 2009 | Serena Williams (3)     |
| 2008 | Serena Williams (2)     |
| 2007 | Justine Henin (2)       |
| 2006 | Amélie Mauresmo         |
| 2005 | Kim Clijsters           |
| 2004 | Marija Šarapova         |
| 2003 | Justine Henin           |
| 2002 | Serena Williams         |
| 2001 | Jennifer Capriati       |
| 2000 | Venus Williams          |
| 1999 | Lindsay Davenport (2)   |
| 1998 | Lindsay Davenport       |
| 1997 | Martina Hingis          |
| 1996 | Steffi Graf (8)         |
| 1995 | Steffi Graf (7)         |
| 1994 | Steffi Graf (6)         |
| 1993 | Steffi Graf (5)         |
| 1992 | Monica Seles (2)        |
| 1991 | Monica Seles            |
| 1990 | Steffi Graf (4)         |
| 1989 | Steffi Graf (3)         |
| 1988 | Steffi Graf (2)         |
| 1987 | Steffi Graf             |
| 1986 | Martina Navrátilová (7) |
| 1985 | Martina Navrátilová (6) |
| 1984 | Martina Navrátilová (5) |
| 1983 | Martina Navrátilová (4) |
| 1982 | Martina Navrátilová (3) |
| 1981 | Chris Evert-Lloyd       |
| 1980 | Tracy Austin            |
| 1979 | Martina Navrátilová (2) |
| 1978 | Martina Navrátilová     |
| 1977 | Virginia Wade           |

## Team di doppio dell'anno
| Anno | Tenniste                                      |
| ---- | --------------------------------------------- |
| 2024 | Sara Errani (4) Jasmine Paolini               |
| 2023 | Storm Hunter Elise Mertens                    |
| 2022 | Barbora Krejčíková (3) Kateřina Siniaková (3) |
| 2021 | Barbora Krejčíková (2) Kateřina Siniaková (2) |
| 2020 | Timea Babos (2) Kristina Mladenovic (3)       |
| 2019 | Tímea Babos Kristina Mladenovic (2)           |
| 2018 | Barbora Krejčíková Kateřina Siniaková         |
| 2017 | Chan Yung-jan Martina Hingis (4)              |
| 2016 | Caroline Garcia Kristina Mladenovic           |
| 2015 | Martina Hingis (3) Sania Mirza                |
| 2014 | Sara Errani (3) Roberta Vinci (3)             |
| 2013 | Sara Errani (2) Roberta Vinci (2)             |
| 2012 | Sara Errani Roberta Vinci                     |
| 2011 | Květa Peschke Katarina Srebotnik              |
| 2010 | Flavia Pennetta Gisela Dulko                  |
| 2009 | Serena Williams (2) Venus Williams (2)        |
| 2008 | Cara Black (2) Liezel Huber (2)               |
| 2007 | Cara Black Liezel Huber                       |
| 2006 | Lisa Raymond (3) Samantha Stosur (2)          |
| 2005 | Lisa Raymond (2) Samantha Stosur              |
| 2004 | Paola Suárez (3) Virginia Ruano Pascual (3)   |
| 2003 | Paola Suárez (2) Virginia Ruano Pascual (2)   |
| 2002 | Paola Suárez Virginia Ruano Pascual           |
| 2001 | Lisa Raymond Rennae Stubbs                    |
| 2000 | Serena Williams Venus Williams                |
| 1999 | Martina Hingis (2) Anna Kurnikova             |
| 1998 | Martina Hingis Jana Novotná (5)               |
| 1997 | Gigi Fernández (5) Nataša Zvereva (5)         |
| 1996 | Jana Novotná (4) Arantxa Sánchez Vicario      |
| 1995 | Gigi Fernández (4) Nataša Zvereva (4)         |
| 1994 | Gigi Fernández (3) Nataša Zvereva (3)         |
| 1993 | Gigi Fernández (2) Nataša Zvereva (2)         |
| 1992 | Larisa Neiland Nataša Zvereva                 |
| 1991 | Gigi Fernández Jana Novotná (3)               |
| 1990 | Jana Novotná (2) Helena Suková (2)            |
| 1989 | Jana Novotná Helena Suková                    |
| 1988 | Martina Navrátilová (10) Pam Shriver (7)      |
| 1987 | Martina Navrátilová (9) Pam Shriver (6)       |
| 1986 | Martina Navrátilová (8) Pam Shriver (5)       |
| 1985 | Martina Navrátilová (7) Pam Shriver (4)       |
| 1984 | Martina Navrátilová (6) Pam Shriver (3)       |
| 1983 | Martina Navrátilová (5) Pam Shriver (2)       |
| 1981 | Martina Navrátilová (4) Pam Shriver           |
| 1980 | Kathy Jordan Anne Smith                       |
| 1979 | Billie Jean King (2) Martina Navrátilová (3)  |
| 1978 | Billie Jean King Martina Navrátilová (2)      |
| 1977 | Martina Navrátilová Betty Stöve               |

## Giocatrice maggiormente migliorata
| Anno | Tennista                    |
| ---- | --------------------------- |
| 2024 | Emma Navarro                |
| 2023 | Zheng Qinwen                |
| 2022 | Beatriz Haddad Maia         |
| 2021 | Barbora Krejčíková          |
| 2020 | Iga Świątek                 |
| 2019 | Sofia Kenin                 |
| 2018 | Kiki Bertens                |
| 2017 | Jeļena Ostapenko            |
| 2016 | Johanna Konta               |
| 2015 | Timea Bacsinszky            |
| 2014 | Eugenie Bouchard            |
| 2013 | Simona Halep                |
| 2012 | Sara Errani                 |
| 2011 | Petra Kvitová               |
| 2010 | Francesca Schiavone         |
| 2009 | Yanina Wickmayer            |
| 2008 | Dinara Safina               |
| 2007 | Ana Ivanović (2)            |
| 2006 | Jelena Janković             |
| 2005 | Ana Ivanović                |
| 2004 | Marija Šarapova             |
| 2003 | Nadia Petrova               |
| 2002 | Daniela Hantuchová          |
| 2001 | Justine Henin               |
| 2000 | Elena Dement'eva            |
| 1999 | Serena Williams             |
| 1998 | Patty Schnyder              |
| 1997 | Amanda Coetzer              |
| 1996 | Martina Hingis              |
| 1995 | Chanda Rubin                |
| 1994 | Mary Pierce                 |
| 1993 | Magdalena Maleeva           |
| 1992 | Kimiko Date                 |
| 1991 | Gabriela Sabatini           |
| 1990 | Monica Seles                |
| 1989 | Arantxa Sánchez Vicario (2) |
| 1988 | Arantxa Sánchez Vicario     |
| 1987 | Lori McNeil                 |
| 1986 | Steffi Graf                 |
| 1985 | Helena Suková               |
| 1984 | Kathy Jordan                |
| 1983 | Andrea Temesvári            |
| 1982 | Sabina Simmonds             |
| 1981 | Barbara Potter              |
| 1980 | Hana Mandlíková             |
| 1979 | Sylvia Hanika               |
| 1978 | Virginia Ruzici             |
| 1977 | Wendy Turnbull              |

## Esordiente dell'anno
| Anno | Tennista                  |
| ---- | ------------------------- |
| 2024 | Lulu Sun                  |
| 2023 | Mirra Andreeva            |
| 2022 | Zheng Qinwen              |
| 2021 | Emma Raducanu             |
| 2020 | Nadia Podoroska           |
| 2019 | Bianca Andreescu          |
| 2018 | Aryna Sabalenka           |
| 2017 | Catherine Bellis          |
| 2016 | Naomi Ōsaka               |
| 2015 | Daria Gavrilova           |
| 2014 | Belinda Bencic            |
| 2013 | Eugenie Bouchard          |
| 2012 | Laura Robson              |
| 2011 | Irina-Camelia Begu        |
| 2010 | Petra Kvitová             |
| 2009 | Melanie Oudin             |
| 2008 | Caroline Wozniacki        |
| 2007 | Ágnes Szávay              |
| 2006 | Agnieszka Radwańska       |
| 2005 | Sania Mirza               |
| 2004 | Tatiana Golovin           |
| 2003 | Marija Šarapova           |
| 2002 | Svetlana Kuznecova        |
| 2001 | Daniela Hantuchová        |
| 2000 | Dája Bedáňová             |
| 1999 | Kim Clijsters             |
| 1998 | Serena Williams           |
| 1997 | Venus Williams            |
| 1996 | Anna Kurnikova            |
| 1995 | Martina Hingis            |
| 1994 | Irina Spîrlea             |
| 1993 | Iva Majoli                |
| 1992 | Debbie Graham             |
| 1991 | Andrea Strnadová          |
| 1990 | Jennifer Capriati         |
| 1989 | Conchita Martínez         |
| 1988 | Nataša Zvereva            |
| 1987 | Arantxa Sánchez Vicario   |
| 1986 | Stephanie Rehe            |
| 1985 | Gabriela Sabatini         |
| 1984 | Manuela Maleeva Fragniere |
| 1983 | Carling Bassett Seguso    |
| 1982 | Zina Garrison             |
| 1981 | Kathy Rinaldi             |
| 1980 | Andrea Jaeger             |
| 1979 | Kathy Jordan              |
| 1978 | Pam Shriver               |
| 1977 | Tracy Austin              |

## Ritorno dell'anno
| Anno | Tennista             |
| ---- | -------------------- |
| 2024 | Paula Badosa         |
| 2023 | Elina Svitolina      |
| 2022 | Tatjana Maria        |
| 2021 | Carla Suárez Navarro |
| 2020 | Viktoryja Azaranka   |
| 2019 | Belinda Bencic       |
| 2018 | Serena Williams (2)  |
| 2017 | Sloane Stephens      |
| 2016 | Dominika Cibulková   |
| 2015 | Venus Williams       |
| 2014 | Mirjana Lučić-Baroni |
| 2013 | Alisa Klejbanova     |
| 2012 | Jaroslava Švedova    |
| 2011 | Sabine Lisicki       |
| 2010 | Justine Henin        |
| 2009 | Kim Clijsters (2)    |
| 2008 | Zheng Jie            |
| 2007 | Lindsay Davenport    |
| 2006 | Martina Hingis       |
| 2005 | Kim Clijsters        |
| 2004 | Serena Williams      |
| 2003 | Amélie Mauresmo      |
| 2002 | Corina Morariu       |
| 2001 | Barbara Schwartz     |
| 2000 | Iva Majoli           |
| 1999 | Sabine Appelmans     |
| 1998 | Monica Seles (2)     |
| 1997 | Mary Pierce          |
| 1996 | Jennifer Capriati    |
| 1995 | Monica Seles         |
| 1994 | Meredith McGrath     |
| 1993 | Elizabeth Smylie (2) |
| 1992 | Jenny Byrne          |
| 1991 | Stephanie Rehe       |
| 1990 | Elizabeth Smylie     |
| 1989 | Kathy Rinaldi        |
| 1988 | Pascale Paradis      |
| 1987 | Bettina Bunge        |

## Coach dell'anno
Premia l'allenatore migliore della stagione per il successo e i risultati raggiunti nel campo, ma anche per il suo contributo ed esempio come ambasciatore dello sport e dell'importanza del proprio ruolo nel gioco.
| Anno | Coach               | Tennista allenata |
| ---- | ------------------- | ----------------- |
| 2024 | Renzo Furlan        | Jasmine Paolini   |
| 2023 | Tomasz Wiktorowski  | Iga Świątek (2)   |
| 2022 | David Witt          | Jessica Pegula    |
| 2021 | Conchita Martínez   | Garbiñe Muguruza  |
| 2020 | Piotr Sierzputowski | Iga Świątek       |
| 2019 | Craig Tyzzer        | Ashleigh Barty    |
| 2018 | Sascha Bajin        | Naomi Osaka       |

## Peachy Kellmeyer Player Service
Assegnato a chi ha mostrato maggiore impegno per supportare le colleghe attraverso il Consiglio WTA o altre iniziative. Nel 2020 il premio è stato assegnato a tutti i membri del WTA Players' Council, poiché il gruppo "ha lavorato diligentemente discutendo proposte e ottenendo feedback per aiutare il Tour a tornare in sicurezza e con successo, il tutto con un impegno dedicato alle compegne giocatrici", in seguito alla sospensione del tour a causa della pandemia di COVID-19.
| Anno | Tennista |
| ---- | --- |
| 2024 | Ons Jabeur (2) |
| 2023 | Ons Jabeur |
| 2022 | Gabriela Dabrowski (3) |
| 2021 | Kristie Ahn (2) |
| 2020 | Kristie Ahn Gabriela Dabrowski (2) Madison Keys Johanna Konta Aleksandra Krunić Christina McHale Kristina Mladenovic Anastasija Pavljučenkova Sloane Stephens Donna Vekić |
| 2019 | Gabriela Dabrowski |
| 2018 | Bethanie Mattek-Sands |
| 2017 | Lucie Šafářová (4) |
| 2016 | Lucie Šafářová (3) |
| 2015 | Lucie Šafářová (2) |
| 2014 | Lucie Šafářová |
| 2013 | Venus Williams (2) |
| 2012 | Venus Williams |
| 2011 | Francesca Schiavone |
| 2010 | Kim Clijsters (3) |
| 2009 | Liezel Huber (4) |
| 2008 | Liezel Huber (3) |
| 2007 | Liezel Huber (2) |
| 2006 | Kim Clijsters (2) |
| 2005 | Liezel Huber |
| 2004 | Nicole Pratt (4) |
| 2003 | Kim Clijsters |
| 2002 | Non assegnato |
| 2001 | Nicole Pratt (3) |
| 2000 | Nicole Pratt (2) |
| 1999 | Nicole Pratt |
| 1998 | Joannette Kruger |
| 1997 | Katrina Adams (2) |
| 1996 | Katrina Adams |
| 1995 | Marianne Werdel (2) |
| 1994 | Marianne Werdel |
| 1993 | Pam Shriver |
| 1992 | Elise Burgin |
| 1991 | Kathy Jordan |
| 1990 | Wendy Turnbull |
| 1989 | Mercedes Paz |
| 1988 | Candy Reynolds |
| 1987 | Chris Evert (2) |
| 1986 | Marcella Mesker |
| 1985 | Chris Evert |
| 1984 | Kim Shaefer |
| 1983 | Lele Forood |
| 1982 | Diane Desfor (2) |
| 1981 | Barbara Jordan |
| 1980 | Diane Desfor |
| 1979 | Edy McGoldrick |
| 1978 | Trish Faulkner |
| 1977 | Jim Bainbridge |

## Karen Krantzcke Sportsmanship Award
Premio intitolato a Karen Krantzcke, una tennista australiana morta per infarto mentre faceva jogging, all'età di 31 anni, l'11 aprile 1977. Attualmente questo premio e  il Peachy Kellmeyer Player Service, vengono assegnati in modo univoco dopo il voto delle giocatrici.
| Anno | Tennista                |
| ---- | ----------------------- |
| 2024 | Ons Jabeur (3)          |
| 2023 | Ons Jabeur (2)          |
| 2022 | Ons Jabeur              |
| 2021 | Carla Suárez Navarro    |
| 2020 | Marie Bouzková          |
| 2019 | Petra Kvitová (8)       |
| 2018 | Petra Kvitová (7)       |
| 2017 | Petra Kvitová (6)       |
| 2016 | Petra Kvitová (5)       |
| 2015 | Petra Kvitová (4)       |
| 2014 | Petra Kvitová (3)       |
| 2013 | Petra Kvitová (2)       |
| 2012 | Kim Clijsters (8)       |
| 2011 | Petra Kvitová           |
| 2010 | Elena Dement'eva (2)    |
| 2009 | Kim Clijsters (7)       |
| 2008 | Elena Dement'eva        |
| 2007 | Ana Ivanović            |
| 2006 | Kim Clijsters (6)       |
| 2005 | Kim Clijsters (5)       |
| 2004 | Lindsay Davenport       |
| 2003 | Kim Clijsters (4)       |
| 2002 | Kim Clijsters (3)       |
| 2001 | Kim Clijsters (2)       |
| 2000 | Kim Clijsters           |
| 1999 | Ai Sugiyama             |
| 1998 | Yayuk Basuki (2)        |
| 1997 | Amanda Coetzer          |
| 1996 | Yayuk Basuki            |
| 1995 | Amanda Coetzer          |
| 1994 | Kimberly Po             |
| 1993 | Nicole Arendt           |
| 1992 | Jill Hetherington       |
| 1991 | Judith Wiesner          |
| 1990 | Mercedes Paz            |
| 1989 | Gretchen Magers         |
| 1988 | Svetlana Černeva        |
| 1987 | Anne Minter             |
| 1986 | Peanut Louie-Harper (2) |
| 1985 | Peanut Louie-Harper     |
| 1984 | Marcella Mesker         |
| 1983 | Sharon Walsh-Pete       |
| 1982 | Nancy Yeargin           |
| 1981 | Diane Desfor            |
| 1980 | Evonne Goolagong (2)    |
| 1979 | Chris Evert             |
| 1978 | Evonne Goolagong        |

## Torneo dell'anno

### Dal 2021
| Anno | WTA 1000          | WTA 500             | WTA 250            |
| ---- | ----------------- | ------------------- | ------------------ |
| 2023 | Indian Wells (13) | Charleston (2)      | Cluj-Napoca (2)    |
| 2022 | Indian Wells (12) | Charleston          | Cluj-Napoca        |
| 2021 | Indian Wells (11) | San Pietroburgo (3) | Tenerife Melbourne |

### 2014-2020
| Anno | Premier Mandatory                                | Premier 5                                        | WTA Premier                                      | International                                    |
| ---- | ------------------------------------------------ | ------------------------------------------------ | ------------------------------------------------ | ------------------------------------------------ |
| 2020 | Non assegnato a causa della pandemia di COVID-19 | Non assegnato a causa della pandemia di COVID-19 | Non assegnato a causa della pandemia di COVID-19 | Non assegnato a causa della pandemia di COVID-19 |
| 2019 | Indian Wells (10)                                | Dubai (4)                                        | Stoccarda (10) San Pietroburgo (2)               | Auckland (4) Acapulco (12)                       |
| 2018 | Indian Wells (9)                                 | Roma (3)                                         | San Pietroburgo                                  | Hong Kong                                        |
| 2017 | Indian Wells (8)                                 | Roma (2)                                         | Stoccarda (9)                                    | Acapulco (11)                                    |
| 2016 | Indian Wells (7)                                 | Roma                                             | Stoccarda (8)                                    | Acapulco (10) Auckland (3) Båstad (4)            |
| 2015 | Indian Wells (6)                                 | Dubai (3)                                        | Stoccarda (7)                                    | Acapulco (9) Auckland (2) Båstad (3)             |
| 2014 | Indian Wells (5)                                 | Cincinnati                                       | Stoccarda (6)                                    | Acapulco (8) Auckland Båstad (2)                 |

### 2009-2013
| Anno | Torneo Premier   | Torneo International |
| ---- | ---------------- | -------------------- |
| 2013 | Indian Wells (5) | Acapulco (7)         |
| 2012 | Stoccarda (5)    | Båstad               |
| 2011 | Stoccarda (4)    | Acapulco (6)         |
| 2010 | Stoccarda (3)    | Pattaya City         |
| 2009 | Indian Wells (4) | Acapulco (5)         |

### 1995-2008
| Anno | Tier I e II      | Tier III, IV e V        |
| ---- | ---------------- | ----------------------- |
| 2008 | Stoccarda (2)    | Bali (2)                |
| 2007 | Stoccarda        | Bali                    |
| 2006 | Indian Wells (3) | Acapulco (4)            |
| 2005 | Indian Wells (2) | Québec (8)              |
| 2004 | Miami (2)        | Québec (7) Acapulco (3) |
| 2003 | Mosca            | Gold Coast              |
| 2002 | Dubai (2)        | Acapulco (2)            |
| 2001 | Dubai            | Acapulco                |
| 2000 | Montréal (3)     | Québec (6)              |
| 1999 | Toronto (2)      | Québec (5)              |
| 1998 | Montréal         | Québec (4)              |
| 1997 | Indian Wells     | Québec (3)              |
| 1996 | San Diego        | Québec (2)              |
| 1995 | Miami            | Québec                  |

## Diamond Aces
Assegnato alla giocatrice che si è impegnata di più nel promuovere il tennis.
| Anno | Tennista                |
| ---- | ----------------------- |
| 2024 | Aryna Sabalenka         |
| 2023 | Jessica Pegula          |
| 2022 | Maria Sakkarī           |
| 2021 | Non assegnato           |
| 2020 | Non assegnato           |
| 2019 | Kiki Bertens            |
| 2018 | Elina Svitolina         |
| 2017 | Angelique Kerber        |
| 2016 | Simona Halep            |
| 2015 | Caroline Wozniacki (2)  |
| 2014 | Petra Kvitová           |
| 2013 | Viktoryja Azaranka (2)  |
| 2012 | Viktoryja Azaranka      |
| 2011 | Caroline Wozniacki      |
| 2010 | Samantha Stosur         |
| 2009 | Elena Dement'eva        |
| 2008 | Ana Ivanović            |
| 2007 | Jelena Janković         |
| 2006 | Svetlana Kuznecova      |
| 2005 | Anastasija Myskina (2)  |
| 2004 | Anastasija Myskina      |
| 2003 | Non assegnato           |
| 2002 | Non assegnato           |
| 2001 | Martina Hingis (2)      |
| 2000 | Martina Hingis          |
| 1999 | Lindsay Davenport (2)   |
| 1998 | Lindsay Davenport       |
| 1997 | Amanda Coetzer          |
| 1996 | Gabriela Sabatini       |
| 1995 | Arantxa Sánchez Vicario |

## Giocatrice preferita dai tifosi
| Anno | Tennista                |
| ---- | ----------------------- |
| 2024 | Zheng Qinwen            |
| 2020 | Iga Świątek             |
| 2019 | Simona Halep (3)        |
| 2018 | Simona Halep (2)        |
| 2017 | Simona Halep            |
| 2016 | Agnieszka Radwańska (6) |
| 2015 | Agnieszka Radwańska (5) |
| 2014 | Agnieszka Radwańska (4) |
| 2013 | Agnieszka Radwańska (3) |
| 2012 | Agnieszka Radwańska (2) |
| 2011 | Agnieszka Radwańska     |
| 2010 | Marija Šarapova         |
| 2009 | Elena Dement'eva        |

## Team di doppio preferito dai tifosi
| Anno | Tenniste                               |
| ---- | -------------------------------------- |
| 2015 | Serena Williams (4) Caroline Wozniacki |
| 2014 | Sara Errani Roberta Vinci              |
| 2013 | Ekaterina Makarova Elena Vesnina       |
| 2012 | Serena Williams (3) Venus Williams (3) |
| 2011 | Marija Kirilenko Viktoryja Azaranka    |
| 2010 | Serena Williams (2) Venus Williams (2) |
| 2009 | Serena Williams Venus Williams         |

## Fan Favorite Breakthrough Player
Giocatrice favorita tra le più migliorate
| Anno | Tennista      |
| ---- | ------------- |
| 2011 | Petra Kvitová |

## WTA Shot of the Year
Premio assegnato alla giocata più bella dell'anno
| Anno | Tennista                | Torneo               | Turno |
| ---- | ----------------------- | -------------------- | ----- |
| 2023 | Ons Jabeur              | Charleston Open      | F     |
| 2022 | Iga Świątek (2)         | Miami Open           | 3R    |
| 2021 | Simona Halep (2)        | Transylvania Open    | 1R    |
| 2020 | Magda Linette           | Thailand Open        | 2R    |
| 2019 | Iga Świątek             | Lugano Open          | SF    |
| 2018 | Simona Halep            | Miami Open           | 3R    |
| 2017 | Agnieszka Radwańska (5) | Wuhan Open           | 2R    |
| 2016 | Agnieszka Radwańska (4) | Indian Wells Masters | 3R    |
| 2015 | Agnieszka Radwańska (3) | WTA Finals           | F     |
| 2014 | Agnieszka Radwańska (2) | Canadian Open        | SF    |
| 2013 | Agnieszka Radwańska     | Miami Open           | QF    |

## Match dell'anno preferito dai tifosi
In grassetto la vincitrice dell'incontro

### WTA Tour
| Anno | Incontro                                 | Torneo                         | Risultato           |
| ---- | ---------------------------------------- | ------------------------------ | ------------------- |
| 2020 | Simona Halep vs. Elena Rybakina          | Dubai Tennis Championships (F) | 3–6, 6–3, 7–6(5)    |
| 2019 | Naomi Ōsaka vs. Bianca Andreescu         | China Open (QF)                | 5–7, 6–3, 6–4       |
| 2018 | Simona Halep vs. Sloane Stephens         | Canadian Open (F)              | 7–6(6), 3–6, 6–4    |
| 2017 | Caroline Garcia vs. Elina Svitolina      | China Open (QF)                | 6(5)–7, 7–5, 7–6(6) |
| 2016 | Petra Kvitová vs. Angelique Kerber       | Wuhan Open (3T)                | 6(10)–7, 7–5, 6–4   |
| 2015 | Agnieszka Radwańska vs. Garbiñe Muguruza | WTA Finals (SF)                | 6(5)–7, 6–3, 7–5    |
| 2014 | Serena Williams vs. Caroline Wozniacki   | WTA Finals (SF)                | 2–6, 6–3, 7–6(6)    |
| 2013 | Marija Šarapova vs. Viktoryja Azaranka   | Open di Francia (SF)           | 6–1, 2–6, 6–4       |

### Grande Slam
| Anno | Incontro                                   | Torneo               | Risultato        |
| ---- | ------------------------------------------ | -------------------- | ---------------- |
| 2020 | Viktoryja Azaranka vs. Serena Williams     | US Open (SF)         | 1–6, 6–3, 6–3    |
| 2019 | Naomi Ōsaka vs. Petra Kvitová              | Australian Open (F)  | 7–6(2), 5–7, 6–4 |
| 2018 | Simona Halep vs. Angelique Kerber          | Australian Open (SF) | 6–3, 4–6, 9–7    |
| 2017 | Marija Šarapova vs. Simona Halep           | US Open (1T)         | 6–4, 4–6, 6–3    |
| 2016 | Dominika Cibulková vs. Agnieszka Radwańska | Wimbledon (4T)       | 6–3, 5–7, 9–7    |
| 2015 | Viktoryja Azaranka vs. Angelique Kerber    | US Open (3T)         | 7–5, 2–6, 6–4    |
| 2014 | Marija Šarapova vs. Simona Halep           | Open di Francia (F)  | 6–4 6(5)–7, 6–4  |
| 2013 | Marija Šarapova vs. Viktoryja Azaranka     | Open di Francia (SF) | 6–1, 2–6, 6–4    |

## Humanitarian of the Year
Assegnato alla tennista che si è impegnata di più tramite la propria fondazione o esterne ad aiutare i bisognosi
| Anno | Tennista        |
| ---- | --------------- |
| 2010 | Marija Šarapova |
| 2008 | Ana Ivanović    |
| 2007 | Liezel Huber(2) |
| 2006 | Kim Clijsters   |
| 2005 | Liezel Huber    |